# Bitmusic
bitmusic（ビットミュージック）は、ソニー・ミュージックエンタテインメントが運営していた音楽配信サービスサイト。

## 概要
1999年12月1日に開設し、同年12月20日よりサービスインした老舗音楽サイトであった。2007年7月6日正午を以てmoraに吸収される形でサービス終了。

## 沿革
- 1999年
  - 12月1日 - サイト開設。
  - 12月19日 - ソニーがbitmusicの楽曲データの転送（OpenMG）と再生（ATRAC3フォーマット）に対応した最初のデジタルオーディオプレーヤー「メモリースティックウォークマン NW-MS7」を発売。楽曲管理ソフトである「OpenMG JukeBox」も同梱。
  - 12月20日 - 石井竜也の新曲など邦楽44タイトルでサービス開始。
- 2001年
  - 12月上旬よりNetMDに対応。搭載機種は11月上旬より発売。
- 2002年
  - 6月30日 - Windows Media Technologies（WMAのDRM方式）での配信を終了。(2004年にMusic　drop/mora winとして実質上再開)
  - 7月1日 - 1曲の価格が210円に値下げされる。
  - 12月20日 - OpenMGのチェックアウト回数が3回に増やされる。
- 2003年
  - 12月3日 - 同日より順次新譜を除き1曲の価格が158円に値下げされる。
- 2004年
  - 3月31日 - レーベルゲートがレコード会社縦断型の総合音楽配信サイトmoraを開設。SMEはbitmusic配信曲の提供を同サイトで開始する。
- 2007年
  - 7月6日 - 同日正午を以てbitmusicサイトが終了。SMEの音楽配信サイトはmoraへ一本化される。